# No me digas que no
 No me digas que no è un brano musicale del cantante pop spagnolo Enrique Iglesias, estratto come singolo dal suo nono album Euphoria. È stato prodotto da Carlos Paucar e dai produttori reggaeton Nesty "La Mente Maestra" e Victor "El Nasi". Figura la partecipazione del duo Wisin & Yandel. È stato reso disponibile per il download digitale il 22 giugno 2010 come secondo singolo per il mercato spagnolo, mentre il 19 ottobre 2010 per l'airplay radiofonico.

## Live Performance
Enrique Iglesias fece una sua performance della canzone a fianco del duo, e termina con la sua smash-hit "I Like It", durante l'11° Annual Latin Grammy Awards presso il Mandalay Bay Events Center l'11 novembre 2010 a Las Vegas nel Nevada.

## Il video
Il video musicale del brano è stato girato a Los Angeles, ed è stato diretto dal collaboratore di lunga data Jessy Terrero e prodotto da Josh Goldstein. Due versioni del video sono state filmate, una per la versione con Wisin & Yandel, e un'altra per la versione dove si alternano solo con Iglesias. È stato premiato attraverso il sito web il 18 novembre 2010.
Il video inizia con Iglesias, che si trova dentro ad una macchina mentre è guidata da una donna. Come seconda ripresa, il video mostra Iglesias accanto Wisin & Yandel in una stanza buia con luci brillanti. Quando il ritornello della canzone inizia, Iglesias, si trova in una discoteca seduto su una sedia a bere un drink, mentre si mostra il rapper Wisin che canta i suoi versi in discoteca. Attraverso il video, lui e Wisin & Yandel cantano la canzone in macchina alternandosi con le riprese in momenti diversi. Alla parte finale del video, Iglesias si ricollega con la donna che guidava la macchina, e con l'ultimo verso Yandel finisce il video.

## Classifiche
| Classifica (2010)                     | Posizione più alta |
| ------------------------------------- | ------------------ |
| US Latin Songs (Billboard)            | 35                 |
| US Latin Pop Songs (Billboard)        | 17                 |
| US Latin Tropical Airplay (Billboard) | 35                 |